# 黄郛旧居

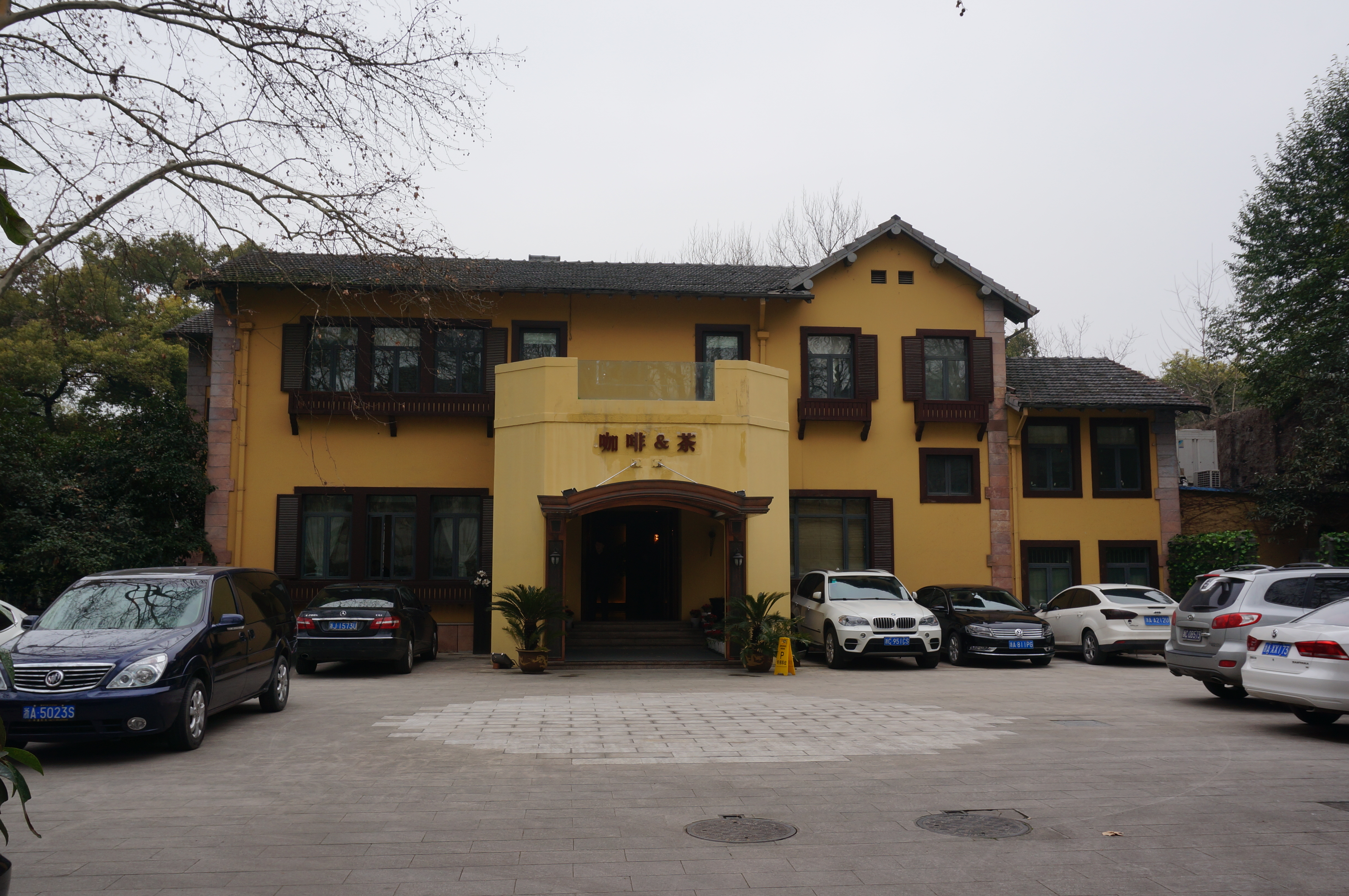

黄郛旧居又名黄郛楼、膺白楼，是一座杭州市历史建筑,位于中国浙江省杭州市上城区南山路113号（原105号），面临西湖，西湖大道西端。

## 历史
膺白楼由前外交部长黄郛建于1934年。黄郛辞职后，隐居莫干山，投身庾村改进事业。尚未住进别墅，即于1936年12月6日病逝于上海。不久抗战爆发，夫人沈亦云将别墅捐赠国家，以充抗战经费。抗战胜利，这座别墅作为国民政府主席行辕，又将门前的南山路改名为“膺白路”。蒋介石夫妇来杭时，曾下榻此处。解放后，黄郛楼作为大华饭店分部，用于接待中央领导人，毛泽东来杭州在此下榻。现为高级酒店。

## 建筑
膺白楼占地10亩，950平方米，主楼是一座二层西式别墅，近40间，建筑面积950平方米，奶黄色墙体，用料豪华，柚木地板、实木楼梯、紫檀扶手、宽大钢窗。别墅南部有一钢筋水泥浇砌的楼台，上为阳台，下为廊棚。

## 保护
2004年6月2日，黄郛旧居公布为第一批杭州市历史建筑，编号1-34。。